# Doxocopa mentas
Doxocopa mentas är en fjärilsart som beskrevs av Jean Baptiste Boisduval 1870. Doxocopa mentas ingår i släktet Doxocopa och familjen praktfjärilar. Inga underarter finns listade i Catalogue of Life.